# Drum național 28
Der Drum național 28 (rumänisch für „Nationalstraße 28“, kurz DN28) ist eine Hauptstraße in Rumänien. Er bildet zugleich einen Abschnitt der Europastraße 583 sowie der Europastraße 58 und ist die wichtigste (wenngleich nicht die kürzeste) und am besten ausgebaute Verbindung von Bukarest nach Iași.

## Verlauf
Die Straße zweigt bei Săbăoani nördlich von Roman vom Drum național 2 (zugleich Europastraße 85) nach Norden ab, überquert den Sereth und verläuft über Târgu Frumos, wo sie sich nach Osten wendet nach Iași, wo der sie kreuzende Drum național 24 nach Norden die Fortsetzung der Europastraße 58 bildet, führt sodann in südöstlicher Richtung in einigem Abstand zum Grenzfluss Pruth weiter über Costuleni bis zu dem Dorf Albița in der Gemeinde Drânceni, wo sie auf den Drum național 24B (Europastraße 581) trifft, an dem sie endet. Der DN24B führt rund 2 km weiter östlich über die Grenze zur Republik Moldau, die vom Pruth gebildet wird.
Die Länge der Straße beträgt rund 141 km.